# Dipterocarpus sarawakensis
Dipterocarpus sarawakensis är en tvåhjärtbladig växtart som beskrevs av Van Slooten. Dipterocarpus sarawakensis ingår i släktet Dipterocarpus och familjen Dipterocarpaceae. Inga underarter finns listade i Catalogue of Life.